# Diego Mendieta
Diego Mendieta (Asunción, 13 de junio de 1980-Surakarta, 3 de diciembre de 2012) fue un futbolista paraguayo que jugó como delantero. 
Su fallecimiento se debió a una infección por citomegalovirus, una enfermedad generalmente tratable. La situación generó indignación internacional al conocerse que su club, Persis Solo, le adeudaba aproximadamente 12.500 dólares en salarios atrasados, lo que le impidió costear su tratamiento médico y regresar a Paraguay. Además, el club se negó a pagar los gastos hospitalarios, lo que contribuyó a su deceso. 
La Federación Internacional de Futbolistas Profesionales (FIFPro) calificó su muerte como una “desgracia para el fútbol” y exigió a la Asociación de Fútbol de Indonesia (PSSI) que tomara medidas para corregir la mala gestión estructural de los clubes en el país. Sin embargo, la FIFA no llevó a cabo una investigación sobre la conducta del Persis Solo en este caso.